# Antonin Kermen
Antonin Kermen, né le 23 mai 1983, est un journaliste sportif français.

## Biographie
Né à Saint-Martin-d'Hères, il grandit dans la commune de Saint-Martin-d'Uriage en Isère. Formé à l'Université Pierre-Mendès-France, il y obtient une maîtrise de droit en 2007.
Il entre à France Bleu en tant que pigiste, puis contractuel dans diverses stations du réseau, notamment France Bleu Breizh Izel, France Bleu Nord et France Bleu Pays basque. C'est au sein de cette dernière qu'il se spécialise dans le commentaire des matches de rugby à XV en suivant l'Aviron bayonnais. Il est finalement recruté par France Bleu Isère où il est chargé des sports à partir de la saison 2011-2012.
Il a, entre autres, commenté le titre de champion de France de Pro D2 du FC Grenoble en 2012, ainsi que les finales jouées par le club lors des saisons 2017-2018, 2022-2023 et 2023-2024. Il est régulièrement assisté de consultants tels que Jean-Victor Bertrand et Florian Faure, anciens joueurs du club.
Il intègre l'équipe de Radio France pour la couverture du tournoi de rugby à sept des jeux olympiques d'été de 2024, marqué par la victoire de l'équipe de France masculine (victoire 28-7 en finale face aux Fidji), qui rapporte la première médaille d'or de ces JO à la France.